# Thujamineermot
De thujamineermot (Argyresthia thuiella) is een vlinder uit de familie van de pedaalmotten (Argyresthiidae). De wetenschappelijke naam van de soort werd in 1871 gepubliceerd door Alpheus Spring Packard.